# Autoroute A 552
Die Autoroute A 552 ist eine 1,6 km lange, im Jahr 1974 fertiggestellte französische Autobahn, die die Autobahnen A 55 und A 7 in Les Pennes-Mirabeau miteinander verbindet.
Bei dieser Autobahn handelt es sich lediglich um eine Fahrbahnverbindung innerhalb des Kreuzes der A 55 und der A 7 nordwestlich von Marseille, die von der A 55 nordöstlich zur A 7 verläuft. Sie kreuzt in ihrem Verlauf die Autobahn A 551.